# Rydwągi
Rydwągi (niem. Rudwangen) – wieś w Polsce położona w województwie warmińsko-mazurskim, w powiecie mrągowskim, w gminie Mrągowo. W latach 1975–1998 miejscowość administracyjnie należała do województwa olsztyńskiego.
Miejscowość leży około 12 km od Mrągowa, przebiega przez nią droga wojewódzka nr 591. Atrakcją turystyczną jest jezioro Rydwągi.

## Historia
Rydwągi uchodzą za najstarszą wieś w powiecie mrągowskim. Wielki mistrz Winryk von Kniprode nadał w 1367 roku Heinzowi Gropemu, Janowi karczmarzowi (Hans Kreczmar) oraz Jankowi (Hanicke) bratankowi Gilera po 11 włók na prawie chełmińskim i zobowiązał każdego z nich do jednej służby w ciężkiej zbroi. Obdarzeni mieli 15 lat wolnizny. Pierwotna nazwa wsi brzmiała: Reunewange (lub Rauwewange), ale później zapisywana była jako Rawewang (1367), Ruwewange (1419) i w XVII w. – Rudwangen. Nazwa jest pochodzenia pruskiego i składa się z dwóch członów: "rawys" – rów i "wangus" – dąbrowa, było więc "rów na dąbrowie".
W 1437 r. w Rydwągach istniały 4 dobra służebne. Przywilej dla bartników wójta von Drauschwitza z 1482 roku wymienia, że Rydwągi zamieszkiwało na prawie pruskim czterech bartników, którzy wraz z bartnikami innych osad otrzymali od prokuratora szestneńskiego Ottona von Drauschwitza przywilej zakładania barci, polowań i połowu ryb w puszczy dla swoich własnych potrzeb. Według rejestru starostwa w Szestnie z lat 1651–1651 Rydwągi miały 44 włóki i 18 gospodarstw chłopskich.
W 1740 r. istniała we wsi jednoklasowa szkoła. W 1785 roku było w Rydwągach 27 domów, w 1815 roku – 33 domy i 192 osoby. W 1818 do tutejszej szkoły uczęszczało do niej 45 dzieci, które uczył po polsku Andrzej Bierfreud. W 1823 r. we wsi były 33 domy i 192 mieszkańców, a w 1838 roku – 36 domów i 280 mieszkańców. W 1849 r. pojawia się równorzędna polska nazwa wsi Ridwongy, a wieś określana jest jako wieś chełmińską, 1icząca 34 chałupy i 272 mieszkańców. Przed wojną francusko-pruską (1870 r.) powstała droga łącząca wieś z Mrągowem (Sensburg), a następnie z Kętrzynem (Rastenburg). W tymże czasie we wsi mieszkało 300 osób.
Na początku XX w. istniała we wsi stara karczma. W 1904 r. jedno z większych gospodarstw miało 12 włók, należące do Jakubowskiego, który specjalizował się w hodowli bydła i koni rasowych. W 1928 r. Rydwągi określano jako wieś i wybudowanie (osada traktowana jako samodzielna gmina od 1928 r. – Barwik)) z liczbą 341 mieszkańców. W roku 1935 do jednoklasowej szkoły chodziło 70 uczniów .Rydwągi należały do parafii w Szestnie. Do sołectwa Rydwągi należały miejscowości Barwik (Bärenwinkel) oraz Ruska Wieś Mała (Klejn Reuschendorf). W okresie międzywojennym hodowcą bydła zarodowego i wysokiej klasy koni wyścigowych był Hans Paul. Jeden z jego koni zdobył złoty medal na Olimpiadzie berlińskiej w 1936 r. W 1939 roku we wsi mieszkało 327 osób i było 73 gospodarstwa domowe, w tym 16 gospodarstw chłopskich o wielkości 20-100 ha, i dwa o wielkości ponad 100 ha.
Po II wojnie światowej wyludniona wieś została podzielona na dwie części. W południowej utworzone zostało Państwowe Gospodarstwo Rolne, a północną z gospodarstwami indywidualnymi zajęła ludność napływowa z centralnej Polski.
Do sołectwa Rydwągi w latach 70 XX wieku należała jeszcze osada Barwik (Bärenwinkel) oraz wybudowanie Ruska Wieś Mała.